# منتخب هولندا لسباعيات الرغبي
منتخب هولندا لسباعيات الرغبي هو ممثل هولندا الرسمي في المنافسات الدولية في سباعيات الرغبي .